# Shuhei Morita
Shuhei Morita (Yamatotakada, Japão, 22 de junho de 1978) é um roteirista, cineasta e produtor cinematográfico japonês. Como reconhecimento, foi nomeado ao Oscar 2014 na categoria de Melhor Animação em Curta-metragem por Possessions.